# Nederlanders in het Slowaakse voetbal
Nederlanders in het Slowwkase voetbal geeft een overzicht van Nederlanders die een contract hebben (gehad) bij Slowaakse voetbalclubs .

## Voetballers
| Naam                | Club              | Van  | Tot   | Opmerkingen |
| ------------------- | ----------------- | ---- | ----- | ----------- |
| Prince Addai        | AS Trenčín        | 2008 | 2008  |             |
| Angelos Chanti      | AS Trenčín        | 2008 | 2008  |             |
| Giovano Gödeken     | MFK Ružomberok    | 2010 | 2011  |             |
| Danny van der Ree   | AS Trenčín        | 2008 | 2008  |             |
| Thijs Sluijter      | AS Trenčín        | 2008 | 2008  |             |
| Stef Wijlaars       | FK Senica         | 2010 | 2013  |             |
| Damjan Đoković      | FC Spartak Trnava | 2009 | 2010  |             |
| Gino van Kessel     | AS Trenčín        | 2013 | 2014  |             |
| Joeri de Kamps      | Slovan Bratislava | 2016 | heden |             |
| Mitchell Schet      | AS Trenčín        | 2015 | 2016  |             |
| Mitchell Schet      | Slovan Bratislava | 2016 | 2019  |             |
| Lorenzo Burnet      | Slovan Bratislava | 2016 | 2017  |             |
| Ruben Ligeon        | Slovan Bratislava | 2016 | 2017  |             |
| Ruben Ligeon        | AS Trenčín        | 2019 | heden |             |
| Lesly de Sa         | Slovan Bratislava | 2016 | 2018  |             |
| Ryan Koolwijk       | AS Trenčín        | 2015 | 2016  |             |
| Ryan Koolwijk       | AS Trenčín        | 2019 | heden |             |
| Jamarro Diks        | AS Trenčín        | 2016 | heden |             |
| Desley Ubbink       | AS Trenčín        |      | heden |             |
| Philippe van Arnhem | AS Trenčín        |      | heden |             |
| Imran Oulad Omar    | AS Trenčín        |      | heden |             |
| Aschraf El Mahdioui | AS Trenčín        |      | heden |             |
| Joey Sleegers       | AS Trenčín        |      | heden |             |
| Milton Klooster     | AS Trenčín        |      | heden |             |

## Overige functies
| Naam               | Club       | Van  | Tot     | Opmerkingen        |
| ------------------ | ---------- | ---- | ------- | ------------------ |
| Frans Adelaar      | MŠK Žilina | 2012 | 2013    | trainer/coach      |
| Ton Jenner         | AS Trenčín |      |         | techniektrainer    |
| Tscheu La Ling     | AS Trenčín | 2007 | heden   | eigenaar           |
| Ricardo Moniz      | AS Trenčín | 2018 | 10-2018 | hoofdtrainer       |
| Piet Schrijvers    | AS Trenčín |      |         | Keeperstrainer     |
| Ron de Bot         | AS Trenčín |      |         | algemeen directeur |
| Gideon van der Wee | AS Trenčín |      |         | trainer            |

Voetbalbonden ·
Albanië ·
Angola ·
Armenië ·
Australië ·
Azerbeidzjan ·
Bahrein ·
België ·
Bhutan ·
Bulgarije ·
Canada ·
China ·
Congo-Kinshasa · 
Cyprus ·
Denemarken ·
Duitsland ·
Egypte ·
Engeland ·
Estland ·
Ethiopië ·
Faeröer ·
Filipijnen ·
Finland ·
Frankrijk ·
Georgië ·
Ghana ·
Griekenland ·
Hongarije ·
Hongkong ·
Ierland ·
IJsland ·
Indonesië ·
Iran ·
Israël ·
Italië ·
Japan ·
Kazachstan ·
Koeweit ·
Litouwen ·
 Luxemburg ·
Maleisië ·
Malta ·
Marokko ·
Mexico ·
Namibië ·
Nieuw-Zeeland ·
Noorwegen ·
Oekraïne ·
Oezbekistan ·
Oostenrijk ·
Polen ·
Portugal ·
Qatar ·
Roemenië ·
Rusland ·
Rwanda ·
Saoedi-Arabië ·
Schotland ·
Singapore ·
Slovenië ·
Slowakije ·
Spanje ·
Tanzania ·
Turkije ·
Tuvalu ·
VAE ·
Venezuela ·
Verenigde Staten ·
Vietnam ·
Zimbabwe ·
Zuid-Afrika ·
Zuid-Korea ·
Zweden ·
Zwitserland